# Ovocný trh (Praha)
Ovocný trh je veřejné prostranství resp. menší podlouhlé náměstí trojúhelníkového tvaru, které se nachází na Starém Městě pražském v městské části Praha 1 a plní zde funkci ulice souběžné s pražskými Příkopy, ležící jižně odtud.

## Historie
Název tohoto místa pochází z dávnějších dob, kdy zde bývalo tržiště, kde se především prodávalo ovoce a zelenina, to se zde prodávalo ještě počátkem 20. století. Tržiště zde je doloženo již od 13. století. Současný název byl zaveden roku 1870.

## Budovy

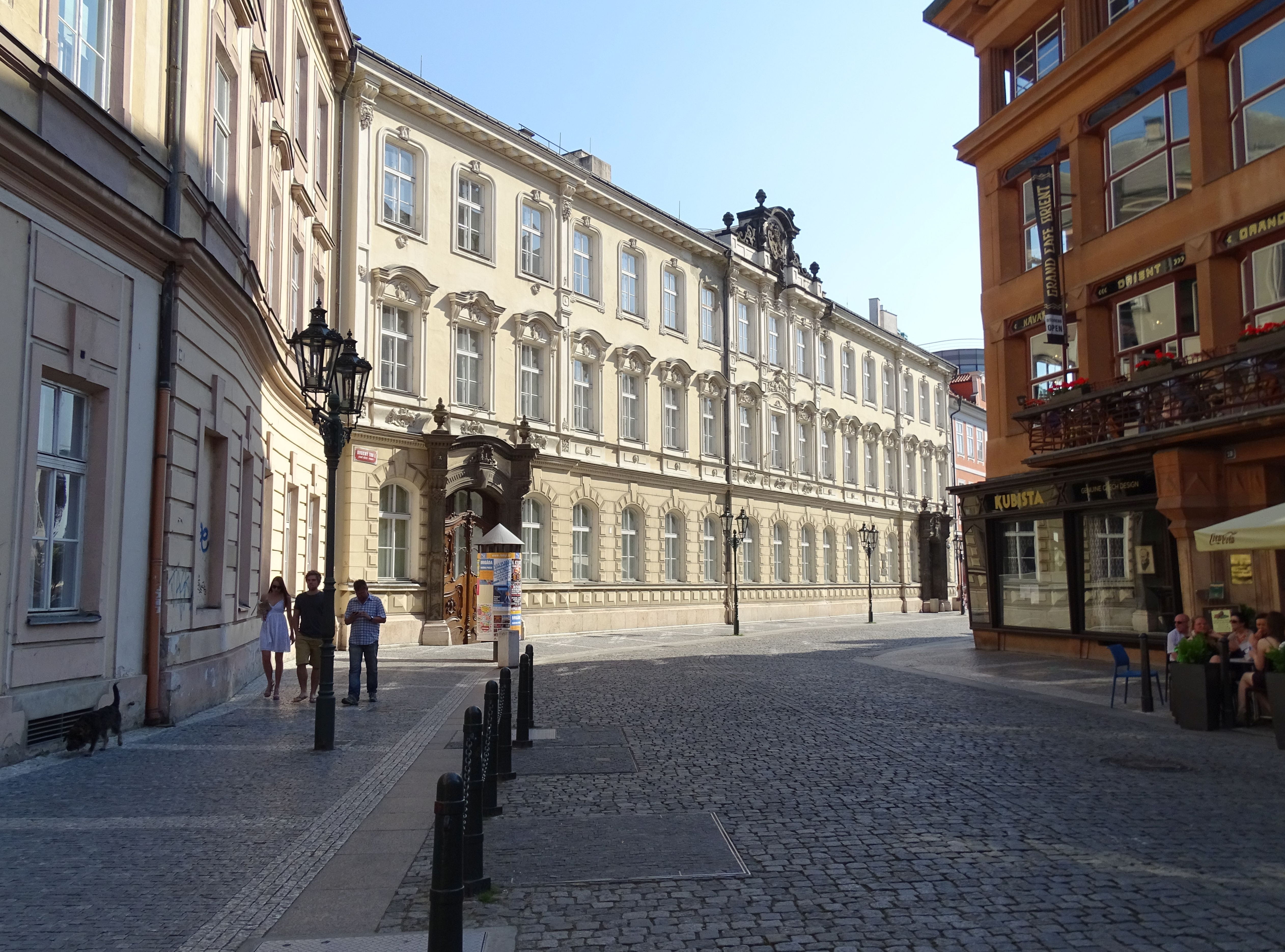
Ovocný trh pohledem z Celetné ulice. Zcela vlevo část palác Pachtů z Rájova (Nová mincovna), uprostřed budova soudu, vpravo část domu U Černé Matky Boží.

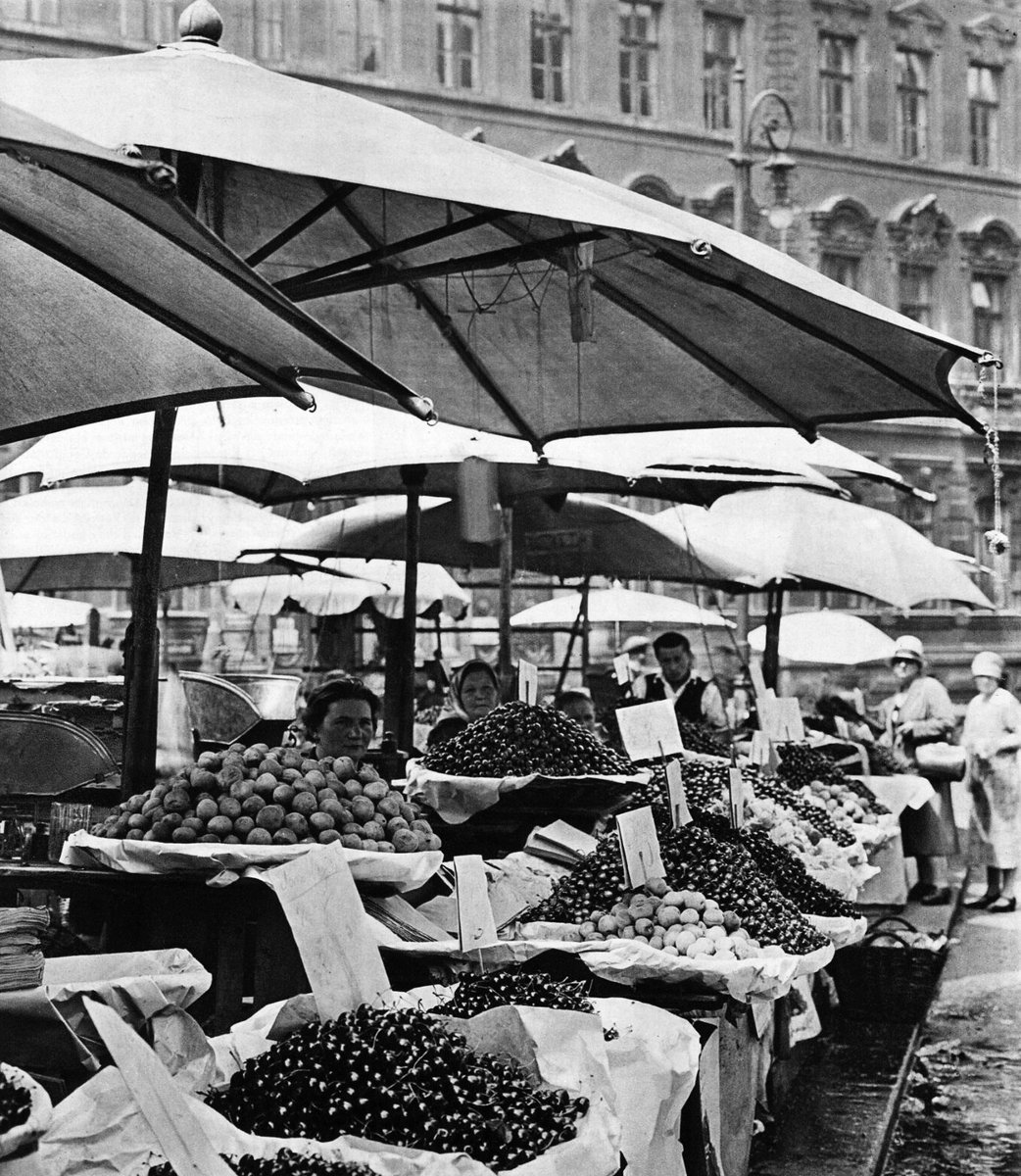
Ovocný trh v Praze v červenci 1927

Nachází se zde několik velmi významných pražských budov. Na jihozápadní straně náměstí se jedná o budovu Stavovského divadla (zadní technický vchod). V jejím těsném sousedství se nachází budova Karolina, historického sídla Karlovy univerzity (severně od divadla) a Kolowratský palác (jižně od divadla). Na severovýchodní straně náměstí směrem k Celetné ulici a Prašné bráně pak stojí Dům U Černé Matky Boží. Na jižní straně náměstí se dále nachází zadní trakt Paláce Myslbek a palác Pachtů z Rájova (též Nová mincovna, dnes v této historické budově sídlí Obvodní soud pro Prahu 1).

## Okolní ulice a náměstí
- Na příkopě (jižním směrem – cesta pro pěší vede pasáží v Paláci Myslbek)
- Železná ulice (západním směrem – za Karolinem)
- Rytířská ulice (jihozápadním směrem – za Stavovským divadlem)
- Celetná ulice (severovýchodním až severním směrem)

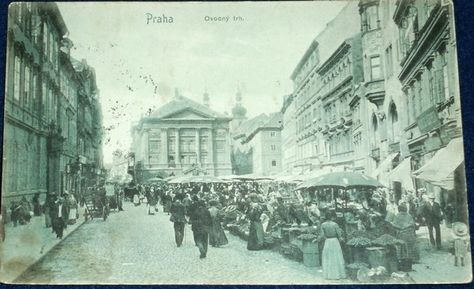
Ovocný trh v roce 1907

## Bývalé názvy
- Nové tržiště
- Školní náměstí
- Královská třída
- Karolinenplatz nebo Theaterplatz (německy)

## Současnost
V současnosti je náměstí koncipováno jako pěší zóna. Mezi zdejší novodobé tradice patří umělé kluziště, které zde v centru města bývá pravidelně zřizováno každou zimu.

### Související
- Seznam budov na Ovocném trhu